# Aegleoides
Aegleoides là một chi bướm đêm thuộc họ Noctuidae.